# 于鯨
于鯨（1540年—1598年），字子長，號横海，山東承宣布政使司濟南府歷城縣（今山東省濟南市歷城區）人，明朝政治人物。

## 生平
嘉靖四十三年（1564年）甲子科山東鄉試第十九名舉人。隆慶二年（1568年）中式戊辰科進士。授刑部湖广司主事，万历二年（1574年）四月遷河南道監察御史，四年三月巡按真定等處，五年十二月奉敕巡按顺天。十年三月升太僕寺少卿，十二月被降二级调外任，十一年二月罢官閑住。家居丁父憂，不久去世，年五十九。

## 家族
曾祖于美；祖父于恭；父于芳，母顧氏。重庆下。兄鲲。弟蛟、飛。